# Arthur Wellesley (5e duc de Wellington)
Pour les articles homonymes, voir Arthur Wellesley.
Arthur Charles Wellesley, 5e duc de Wellington, (9 juin 1876-11 décembre 1941), connu sous le nom d'Arthur Wellesley de 1876 à 1900, et titré marquis du Douro de 1900 à 1934, est un noble et propriétaire foncier britannique.

## Jeunesse et carrière militaire
Wellesley est né en 1876, fils d'Arthur Wellesley (fils cadet de Lord Charles Wellesley) et de sa femme, Kathleen Bulkeley Williams. Le père de Wellesley hérite du titre ducal et des vastes domaines de Wellington à la mort de son frère aîné en 1900, et devient le 4e duc de Wellington.
Wellesley fréquente le Collège d'Eton entre 1890 et 1895, puis le Trinity College de Cambridge. Il est nommé lieutenant dans le 4e bataillon (milice) du Royal Lincolnshire Regiment le 7 juillet 1897 et sert comme aide de camp du comte de Ranfurly, gouverneur de la Nouvelle-Zélande. Après le déclenchement de la seconde guerre des Boers à la fin de 1899, il rejoint l'armée régulière en tant que sous-lieutenant dans les Grenadier Guards le 17 janvier 1900 et fait partie d'un détachement envoyé en Afrique du Sud en mars 1900 pour renforcer le 3e bataillon combattant dans la guerre. Il y sert avec son régiment jusqu'en juillet 1902, date à laquelle il retourne chez lui après la fin de la guerre le mois précédent. Il démissionne de sa commission en 1903. Il retourne au service actif comme sous-lieutenant de réserve temporaire en 1915, pendant la Première Guerre mondiale, et quitte sa commission en 1919, toujours sous-lieutenant.
En 1934, il accède au duché. Il est également juge de paix.

## Activisme politique
Le duc est un partisan de plusieurs causes d'extrême droite. Il est membre de la communauté anglo-allemande à partir de 1935 et est président de la Liberty Restoration League, qui est décrite par l'inspecteur Pavey (un ancien détective de Scotland Yard employé par le Conseil des députés des Juifs britanniques pour infiltrer l'extrême droite) comme étant antisémite. Quand Archibald Maule Ramsay forme le « Right Club » en 1939, Wellington préside ses premières réunions. Ramsay, décrivant le Right Club, se vante que "l'objectif principal était de s'opposer et d'exposer les activités de la communauté juive organisée". Le jour où la Seconde Guerre mondiale éclate, le duc de Wellington est cité comme blâmant le conflit en accusant les "anti-apaisants et les putains de juifs".

## Famille
En 1909, il épouse Lilian Maud Glen Coats, fille aînée de George Coats (devenu le 1er baron Glentanar en 1916). Ils ont deux enfants :
- Lady Anne Wellesley (1910–1998), épouse l'hon. David Rhys, fils cadet de Walter Rice (7e baron Dynevor).
- Capitaine Henry Wellesley (6e duc de Wellington) (1912-1943), célibataire.